# Strijksextet
Een strijksextet is een bezetting in de klassieke muziek, bestaande uit zes strijkinstrumenten – meestal twee violen, twee altviolen en twee celli. Composities voor deze bezetting heten ook ‘strijksextet’, maar ze komen relatief weinig voor. Er bestaan dan ook geen permanente ensembles voor dit muziekgenre, wat wel het geval is bij strijkkwartetten en pianotrio’s. Naast gelegenheidsensembles kunnen werken worden uitgevoerd door een vast strijkkwartet, aangevuld met extra altviool en cello.

## Werken voor strijksextet
Luigi Boccherini schreef eind 18e eeuw zes strijksextetten, maar daarna bleef het lang stil in dit muziekgenre. Zelfs bij bekende componisten behoren strijksextetten tot de minder bekende composities. 
Tot de uitzonderingen behoort het strijksextet van Antonín Dvořák. Johannes Brahms componeerde twee strijksextetten.
Twee van de beroemdste werken voor deze bezetting staan bekend onder een programmatische titel: Souvenir de Florence van Pjotr Iljitsj Tsjaikovski en Verklärte Nacht van Arnold Schönberg. Van beide werken bestaan ook orkestrale versies.
Ook Nikolaj Rimski-Korsakov, Darius Milhaud, Max Reger en moderne componisten als Erwin Schulhoff en Lex van Delden schreven een strijksextet. Verder is het voorspel tot de opera Capriccio van Richard Strauss geschreven voor deze bezetting.